# Andrew Wyper
Andrew Wyper (* 24. Mai 1985 in Tamworth) ist ein australischer Bahn- und Straßenradrennfahrer.
Andrew Wyper gewann 2003 bei der Juniorenweltmeisterschaft in Moskau auf der Bahn die Bronzemedaille in der Mannschaftsverfolgung. Im nächsten Jahr wurde er auf der Straße Dritter bei der australischen Meisterschaft im Straßenrennen der U23-Klasse. 2005 fuhr er für das südafrikanische Team Exel, wo er Etappendritter bei der Tour of Southland wurde. Im nächsten Jahr wechselte er zu dem deutschen Team Heinz von Heiden. Nachdem er versucht hatte, über das Internet die Dopingmittel EPO und HGH zu kaufen, wurde er für zwei Jahre gesperrt. Außerdem verurteilte ihn ein australisches Gericht zu 4.067 AUS$ Strafe.

## Erfolge
2003
- Weltmeisterschaft – Mannschaftsverfolgung (Junioren) mit Sean Finning, Michael Ford und Chris Pascoe

## Teams
- 2005 Team Exel
- 2006 Team Heinz von Heiden